# عدنان وارینجا
عدنان وارینجا (ترکی استانبولی: Adnan Varınca؛ ۱۹۱۸–۲۰۱۴) یک نقاش اهل ترکیه بود.
پس از مدتی تدریس، وارینجا به پاریس مهاجرت کرد. وی در سال ۱۹۷۳ به ترکیه بازگشت و مدتی نمایشگاه‌های جمعی و انفرهدی برگزار کرد. او در سال‌های ۱۹۸۰ و ۲۰۰۶ جوایز معتبری را برای نقاشی دریافت کرد.